# La Silla

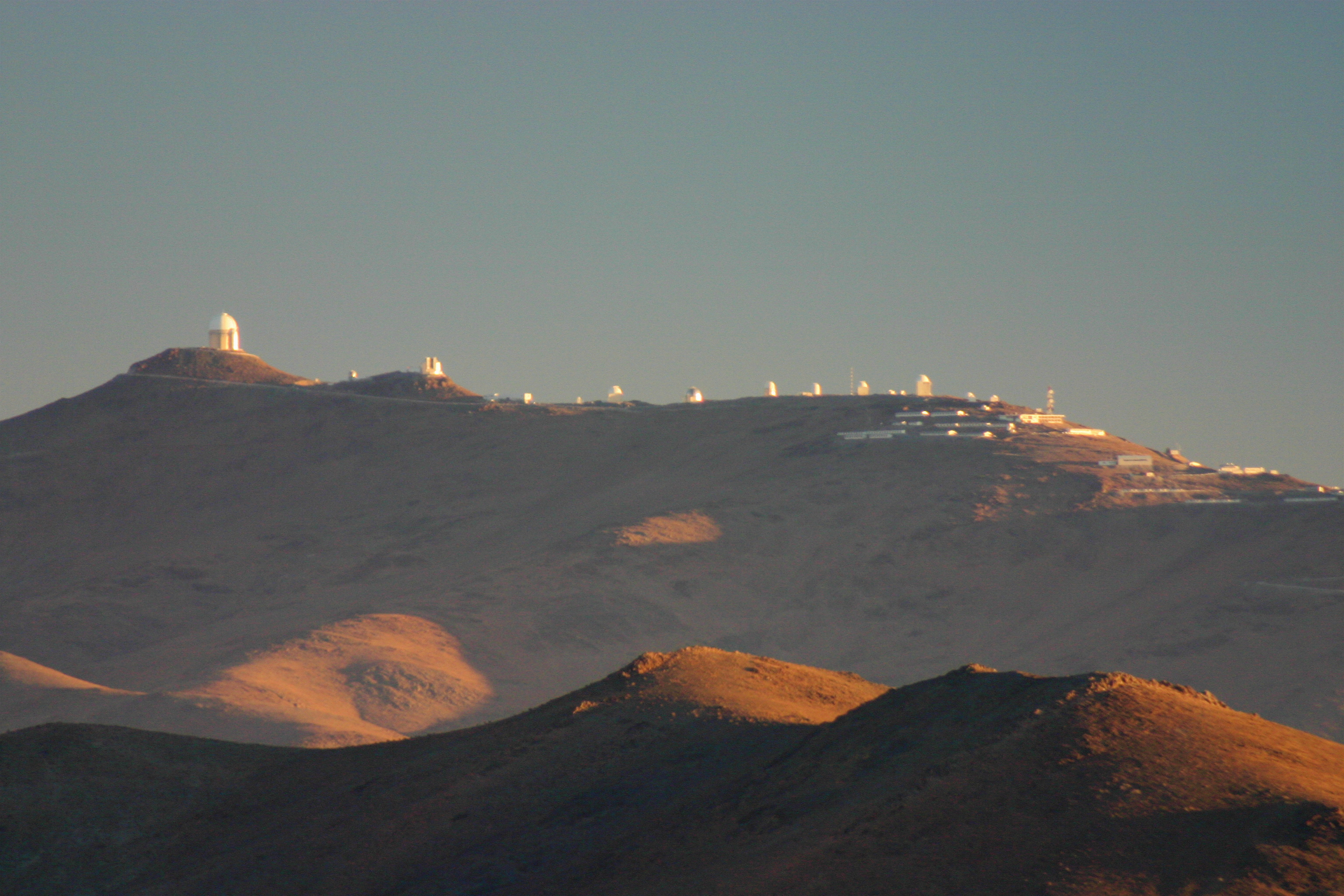
L'observatori de la Silla des de la ruta de Las campanas

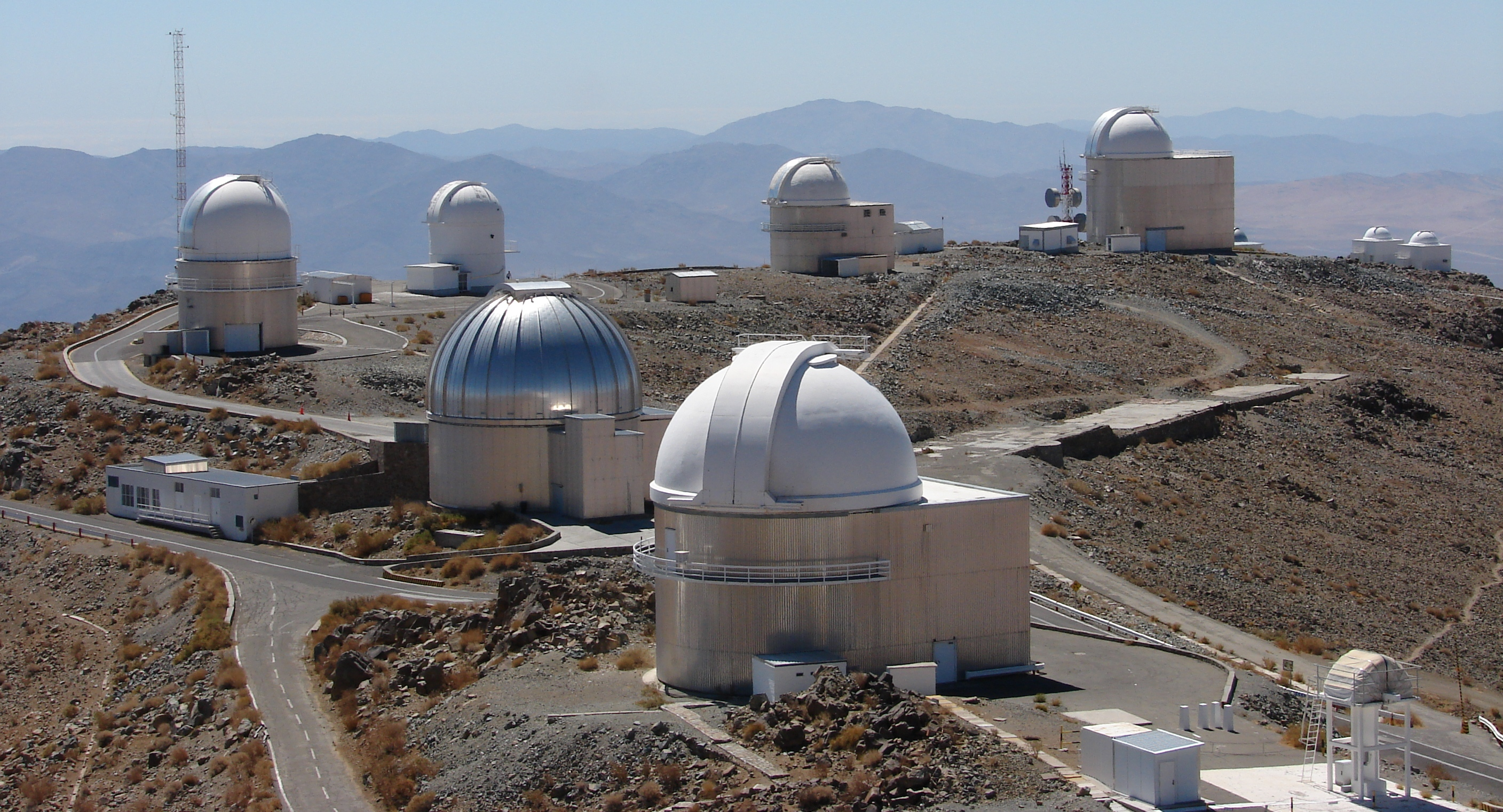
Vista de l'observatori de La Silla des del telescopi NTT.

L'Observatori de La Silla és un observatori astronòmic situat a Xile que compta amb divuit telescopis. Cinc d'aquests telescopis es van construir per l'organització Observatori Europeu Austral (ESO). L'observatori és un dels més grans de l'Hemisferi Sud.
La Silla és una muntanya de 2400 m, que limita amb el desert d'Atacama a Xile. Es localitza aproximadament a uns 160 km al nord-est de la ciutat de La Serena, a la regió de Coquimbo. Les seves coordenades geogràfiques són Latitud 29 º 15/03 'Sud i Longitud 70 º 44.3' Oest.
Originalment conegut com a Cinchado, la muntanya s'anomenà posteriorment La Silla (la sella en català) per la seva forma. L'observatori està aïllat de qualsevol llum artificial i font de pols.

## Instal·lacions
Les seves instal·lacions alberguen un dels espectrògrafs més moderns del món, l'anomenat "Cercador de Planetes per Velocitat Radial d'Alta Precisió" (High Accuracy Radial velocity Planet Searcher, en anglès)HARPS, el qual té com a objectiu l'observació de planetes extrasolars. Un altre instrument destacat que funciona en aquest observatori astronòmic és el Detector òptic i infraroig proper de brots de raigs gamma, (en anglès Gamma-Ray Burst Optical / Near-Infrared Detector, Grond) que es troba instal·lat en un telescopi de 2,20 m.
Els tres principals telescopis que es troben en l'observatori de la Silla són: el NTT de 3.5 metres de diàmetre, un altre telescopi de 2.2 m, el que ha estat en funcionament des de principis de 1984 i està en préstec indefinit a ESO pel Max Planck Gesellschaft. Tant l'operació com la manutenció d'aquest telescopi estan sota la responsabilitat d'ESO.
Aquest telescopi té un disseny Ritchey-Chrétien sobre una muntura de tipus equatorial, i els seus instruments són FEROS i WFI. Un tercer telescopi de 3.6 m té un disseny de quasi-Ritchey-Chrétien i una muntura equatorial clàssica; aquest es troba en funcionament des del 1977 i ha generat una gran quantitat de dades astronòmiques, principalment en la recerca de planetes extrasolars.
Els instruments del Telescopi de 3,6 metres són EFOSC2 i HARPS.

## Telescopis de l'observatori

Panorama de 360 graus de l'Observatori La Silla

| Telescopi                        | Objectiu                               | Tipus              | Funcionament                                     |
| -------------------------------- | -------------------------------------- | ------------------ | ------------------------------------------------ |
| NTT (3.5m)                       |                                        |                    | Construït i operat per l'ESO                     |
| Florí d'Aruba 3.6m               |                                        |                    | Construït i operat per l'ESO                     |
| MPG/ESO 2.2m                     |                                        |                    | Prestat per MPG                                  |
| ESO 1.5 m                        |                                        |                    | Construït per l'ESO, no es troba en funcionament |
| ESO 1 m                          |                                        |                    | Construït per l'ESO, no es troba en funcionament |
| ESO 0.5 m                        |                                        |                    | Construït per l'ESO, no es troba en funcionament |
| DENIS 1 m                        |                                        |                    |                                                  |
| MARLY 1 m (projecte EROS)        |                                        |                    |                                                  |
| Geneva 1.2 m                     |                                        |                    |                                                  |
| Danish 50 centímetres            |                                        |                    |                                                  |
| Dutch 90 centímetres             |                                        |                    |                                                  |
| SEST 15 m                        |                                        |                    |                                                  |
| Marseille 40 centímetres         |                                        |                    |                                                  |
| Bochum 61 centímetres            |                                        |                    |                                                  |
| CAT 1.4 m                        |                                        |                    |                                                  |
| IRIS                             |                                        |                    |                                                  |
| Schmidt 1 m                      |                                        |                    |                                                  |
| GPO (reemplaçat per 1 m Margoso) |                                        |                    |                                                  |
| TAROT Optical                    | Rastrejador d'emissions de raigs gamma | Telescopi robòtic  | Operatiu des de 2006                             |
| REM Optical                      | Rastrejador d'emissions de raigs gamma | Telescopi robòtico | Operatiu des de 2005                             |